# 維拉諾宮

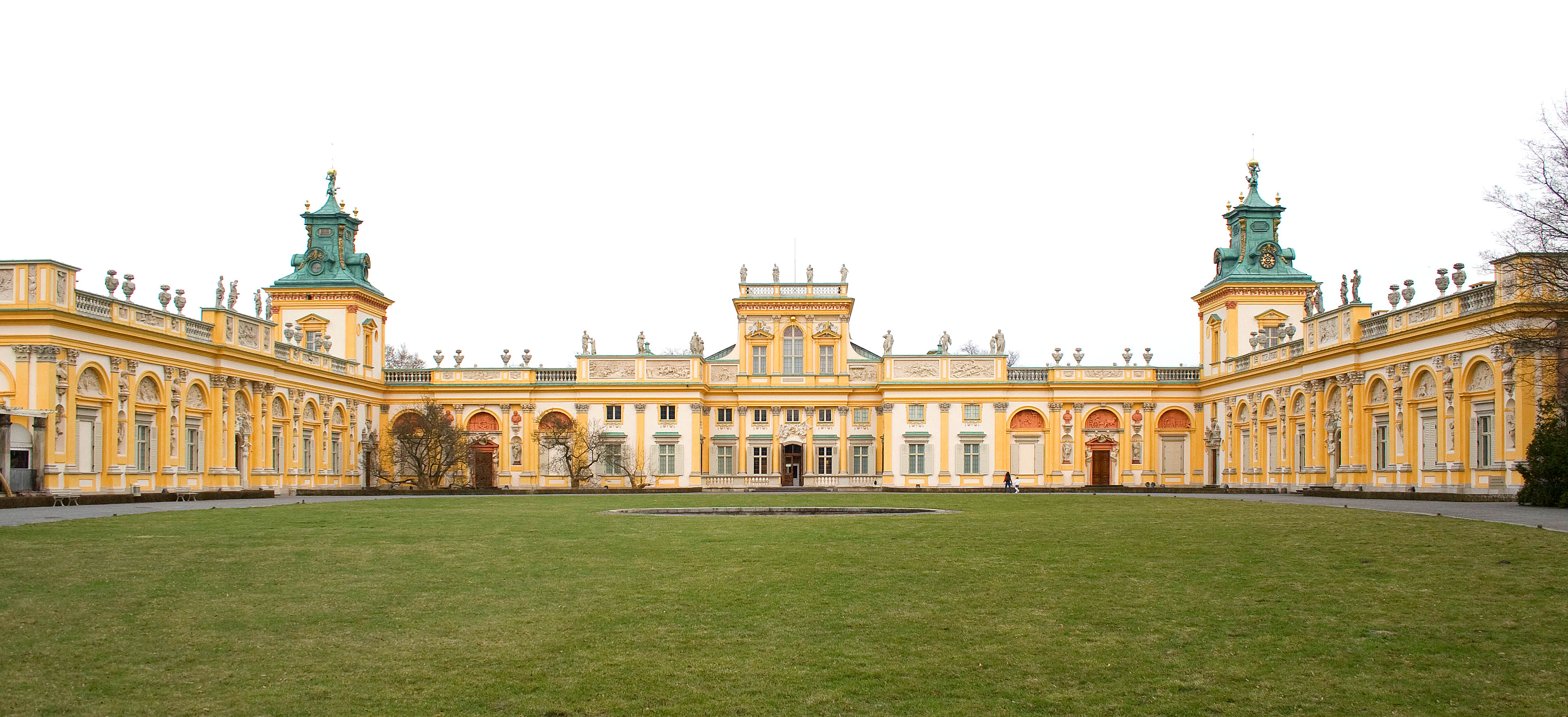
維拉諾宮

維拉諾宮（波蘭語：pałac w Wilanowie）是位於波蘭華沙維拉努夫區的一座宮殿建築。維拉諾宮在瓜分波蘭和兩次世界大戰中都倖免於難，是波蘭最重要的古蹟之一。維拉諾宮博物館成立於1805年，也是波蘭最重要的博物館之一。現在維拉諾宮和華沙老城都是波蘭歷史紀念建築。2006年開始，維拉諾宮加入了歐洲皇宮國際協會。

## 圖集

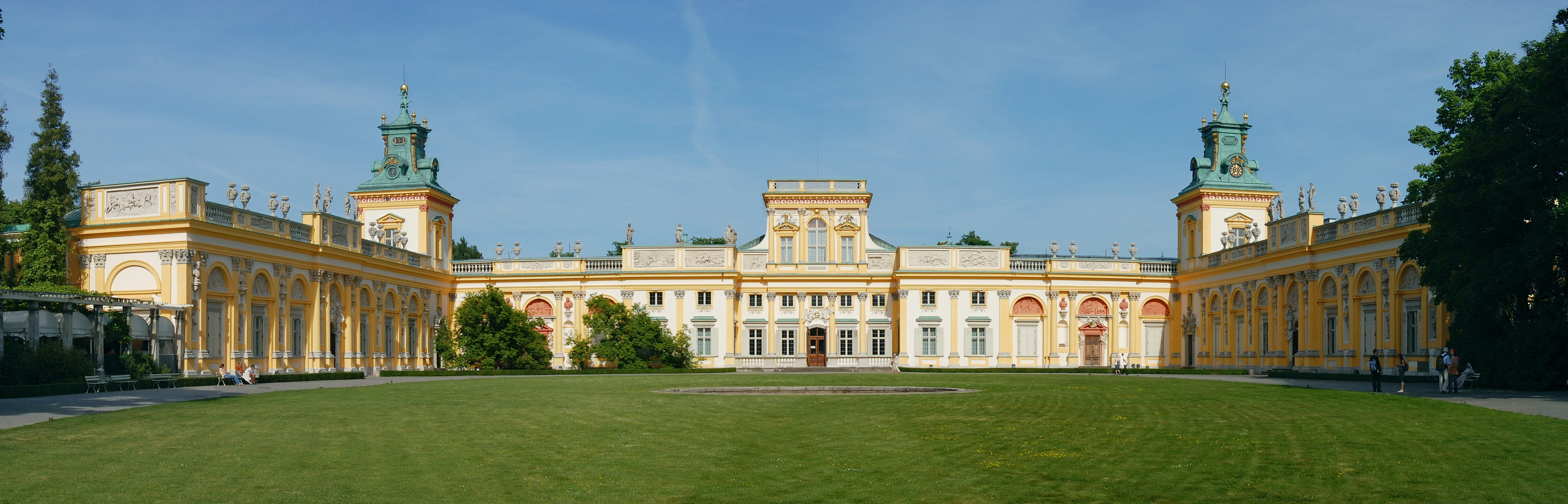

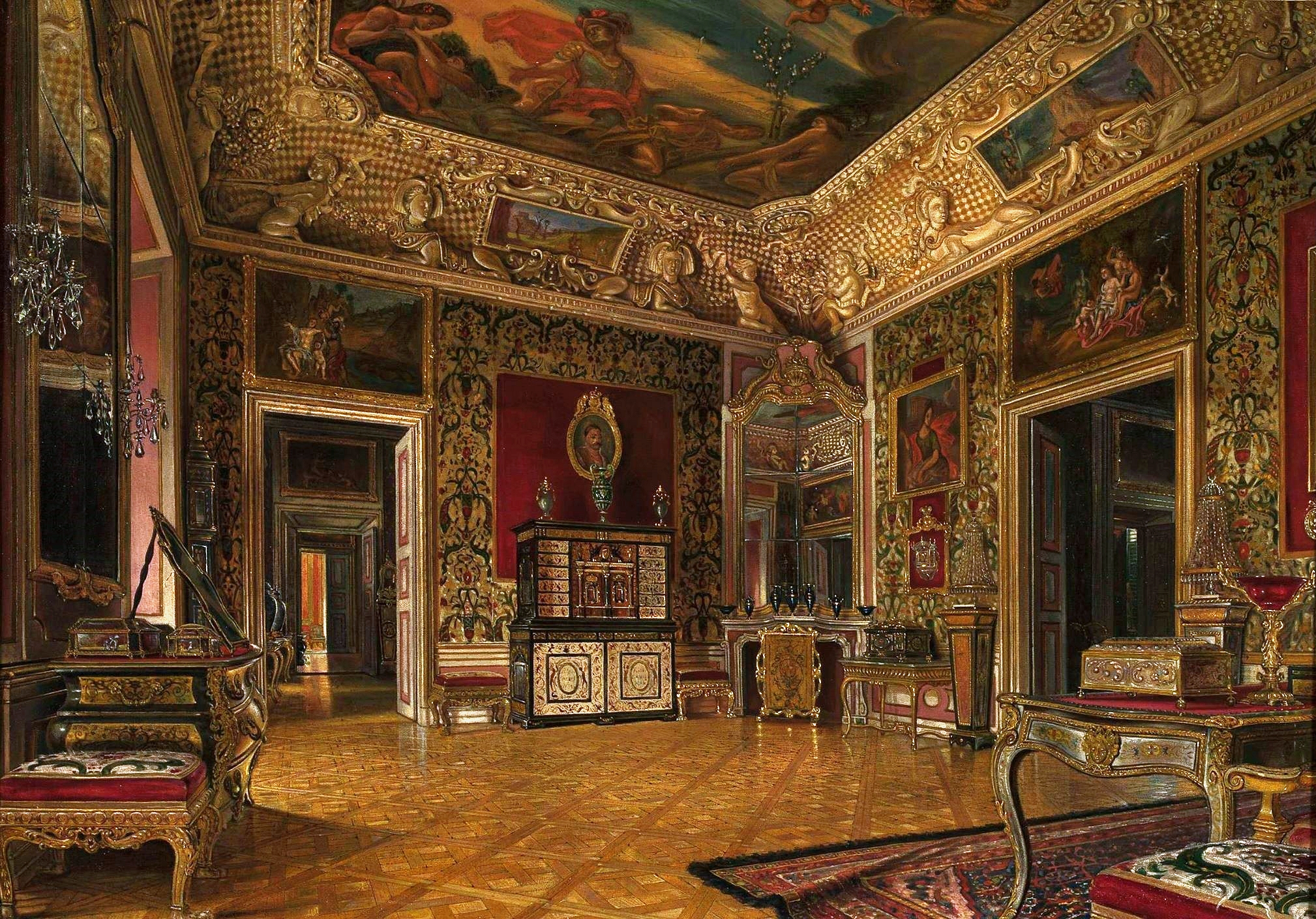
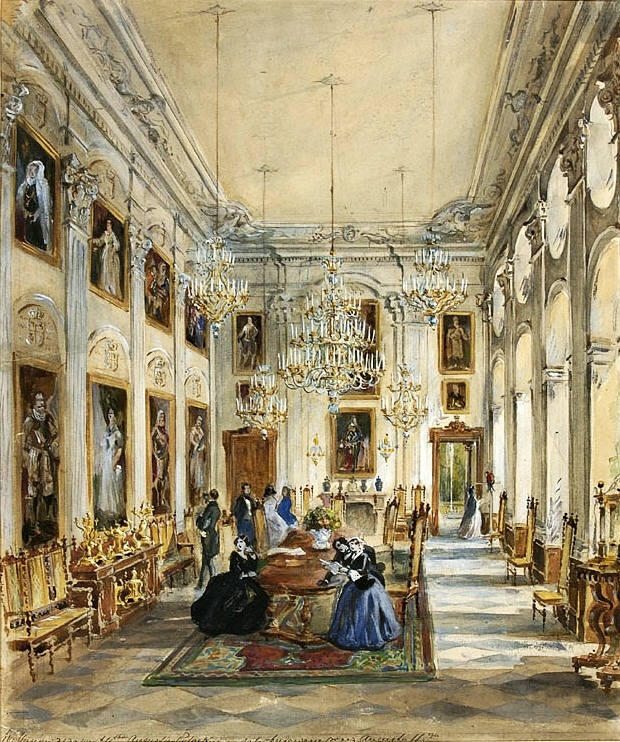
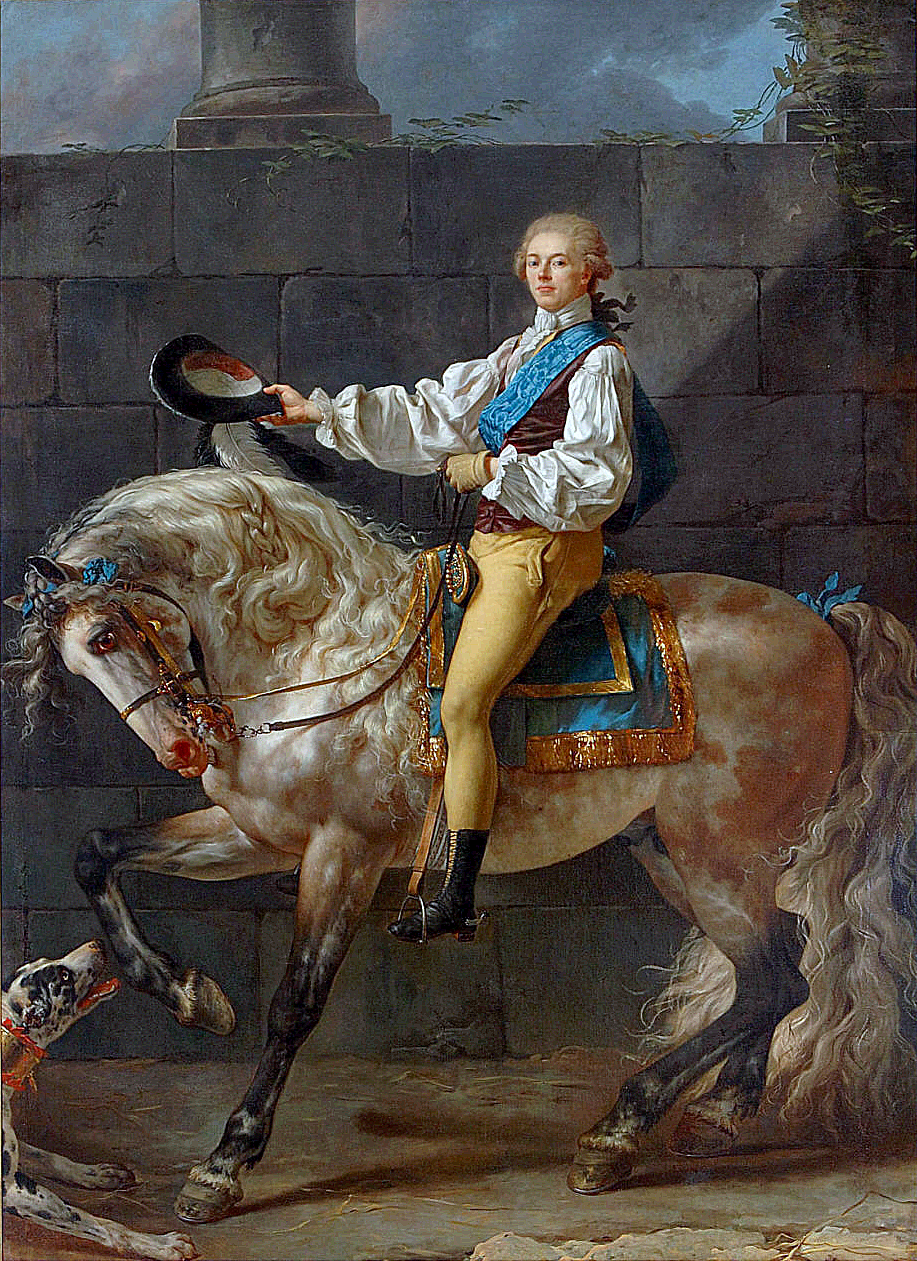
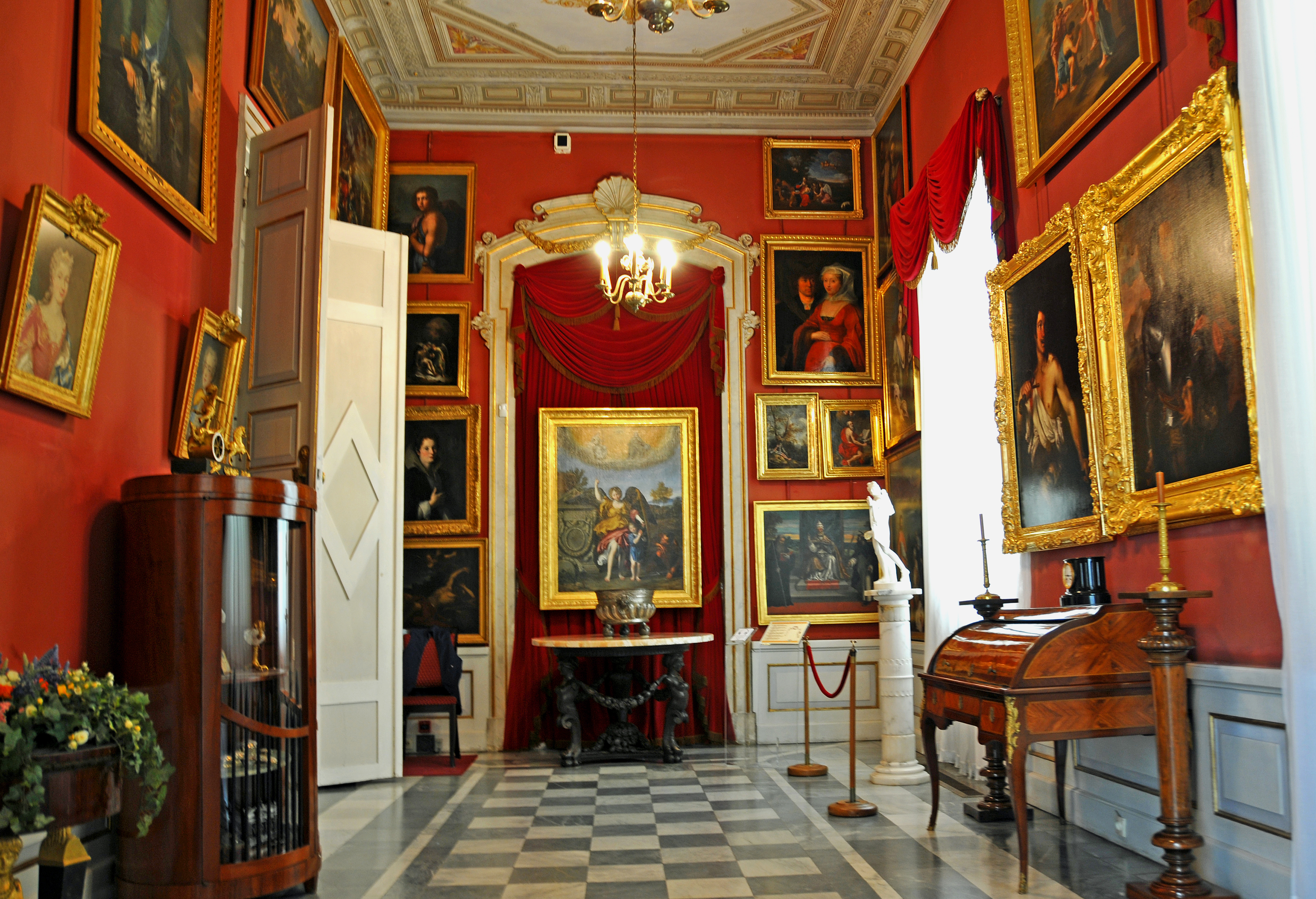
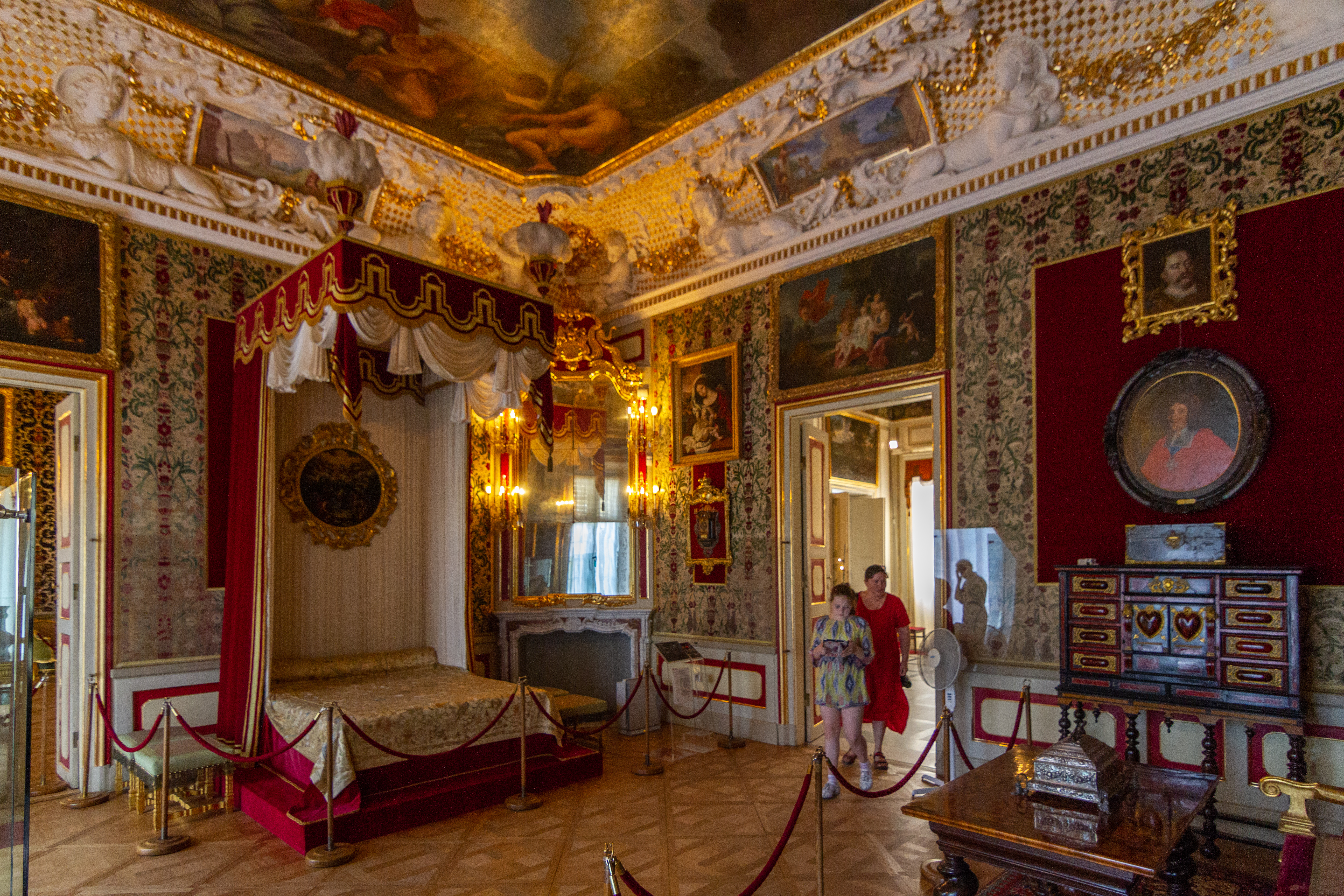
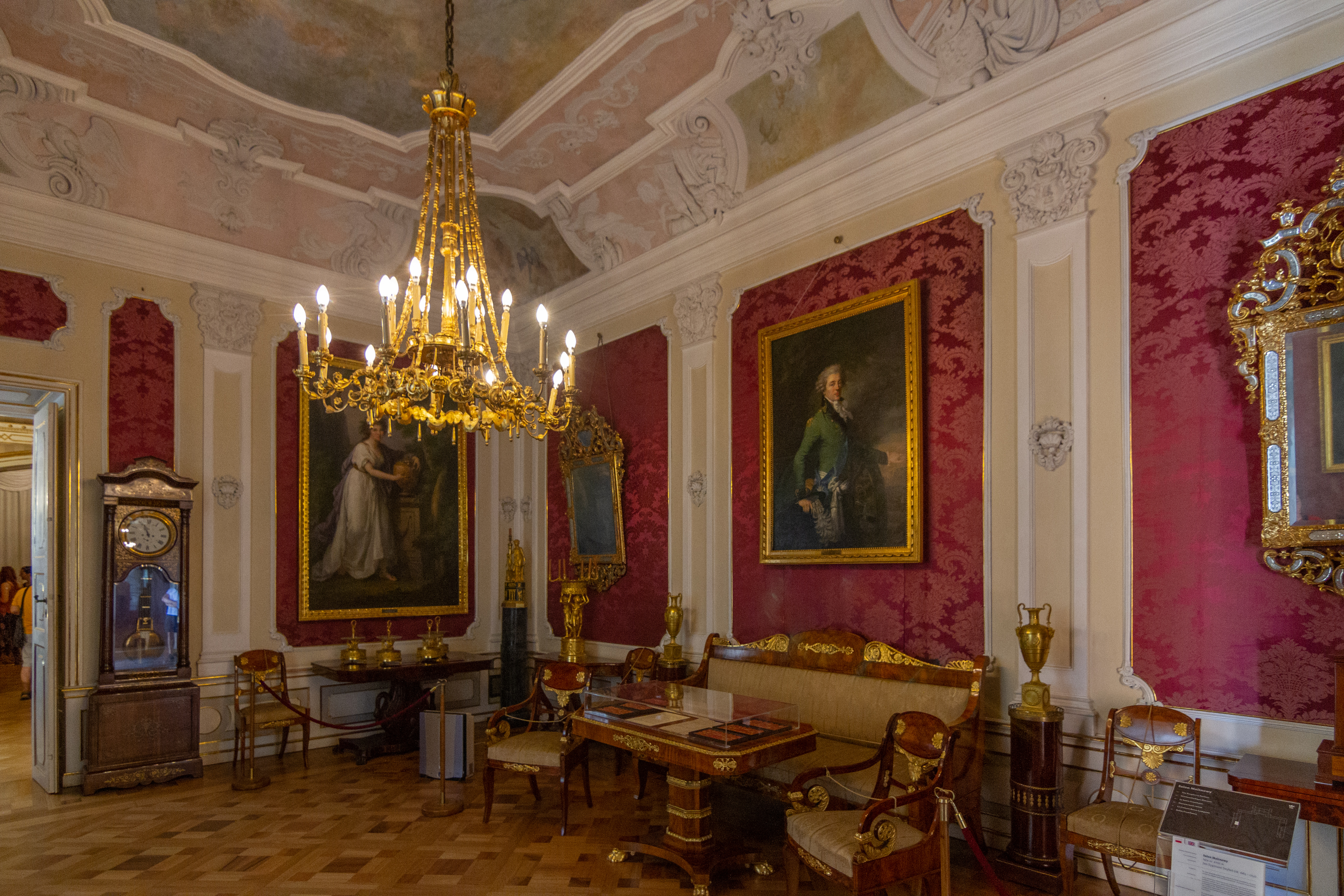
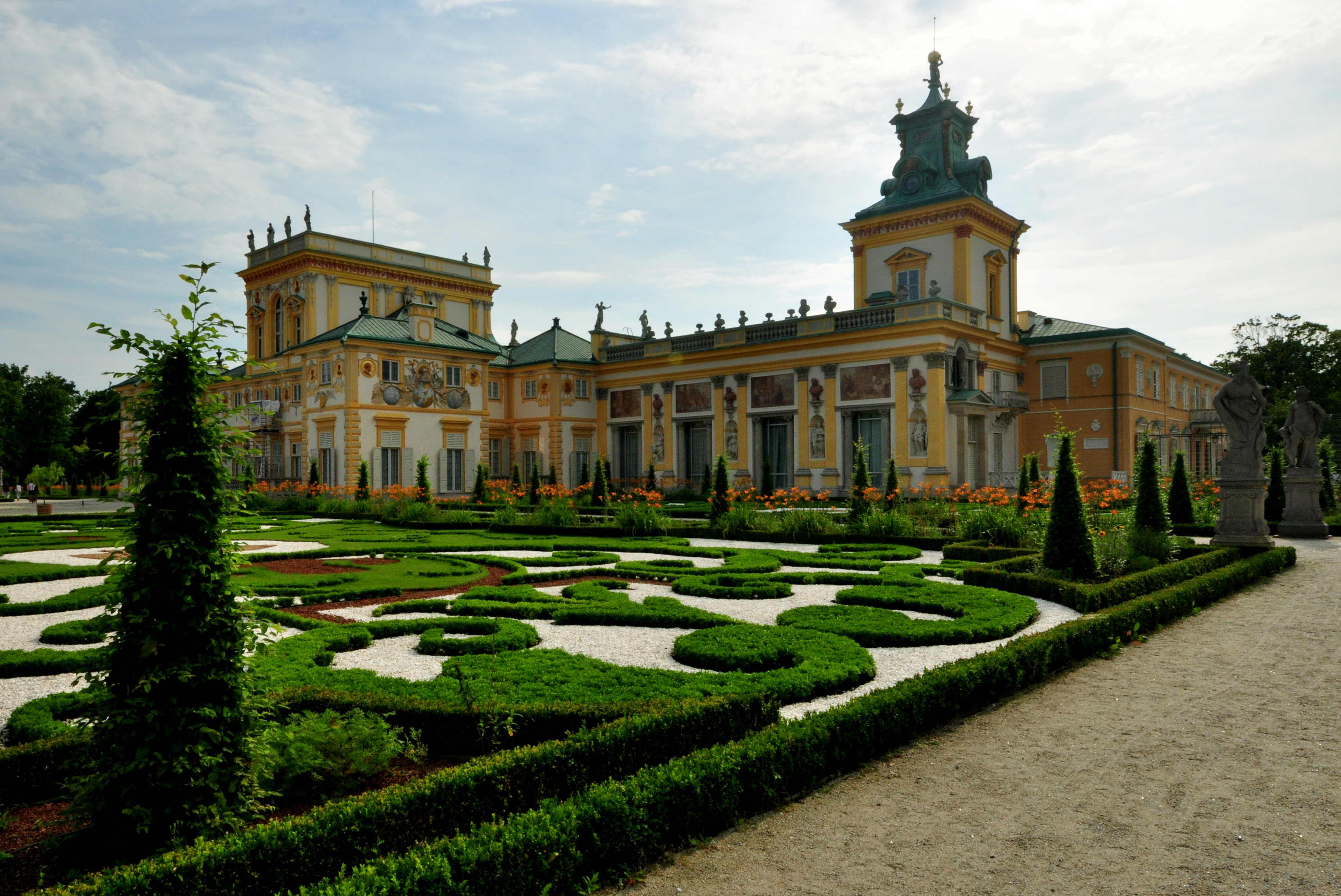
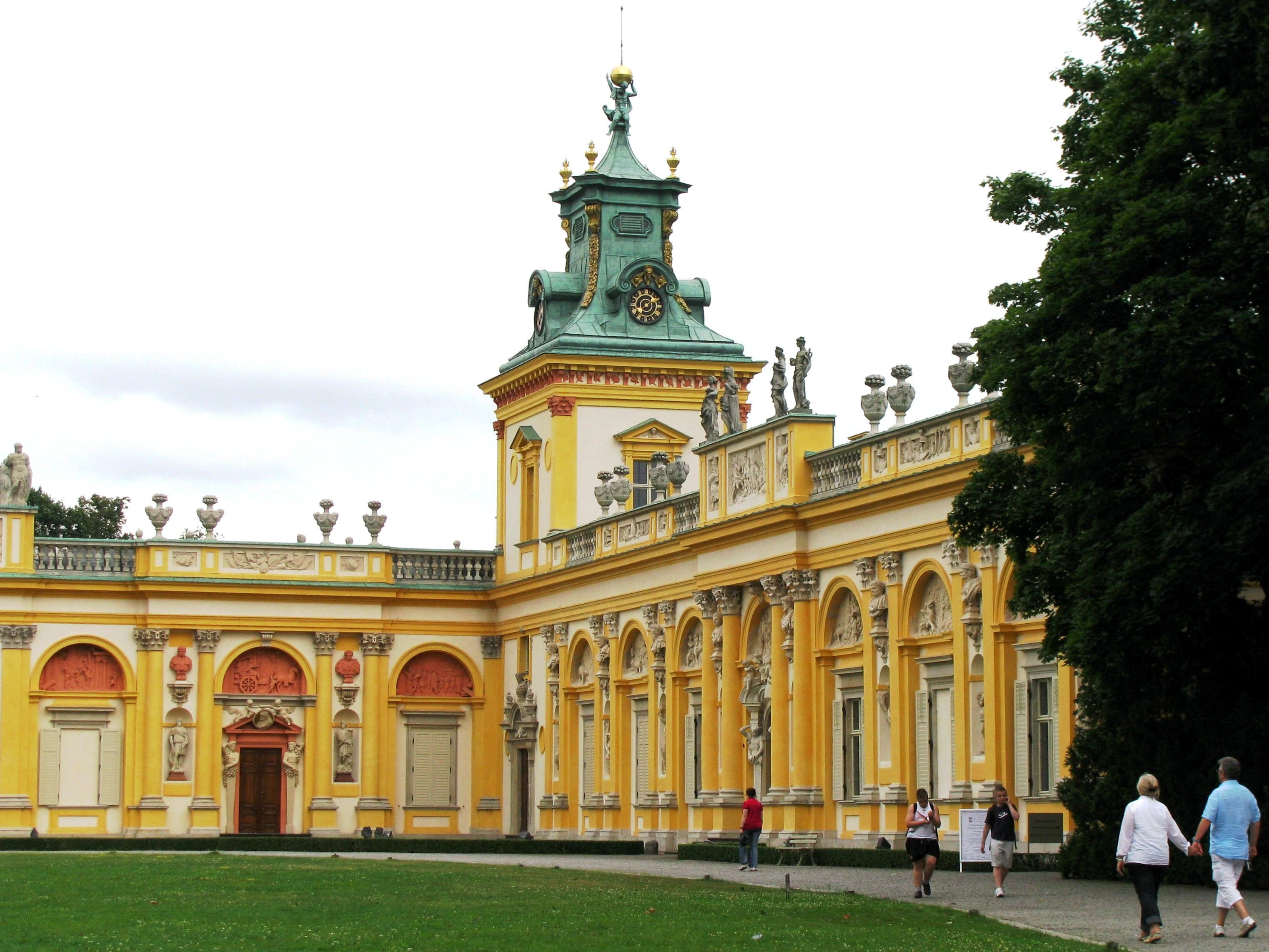
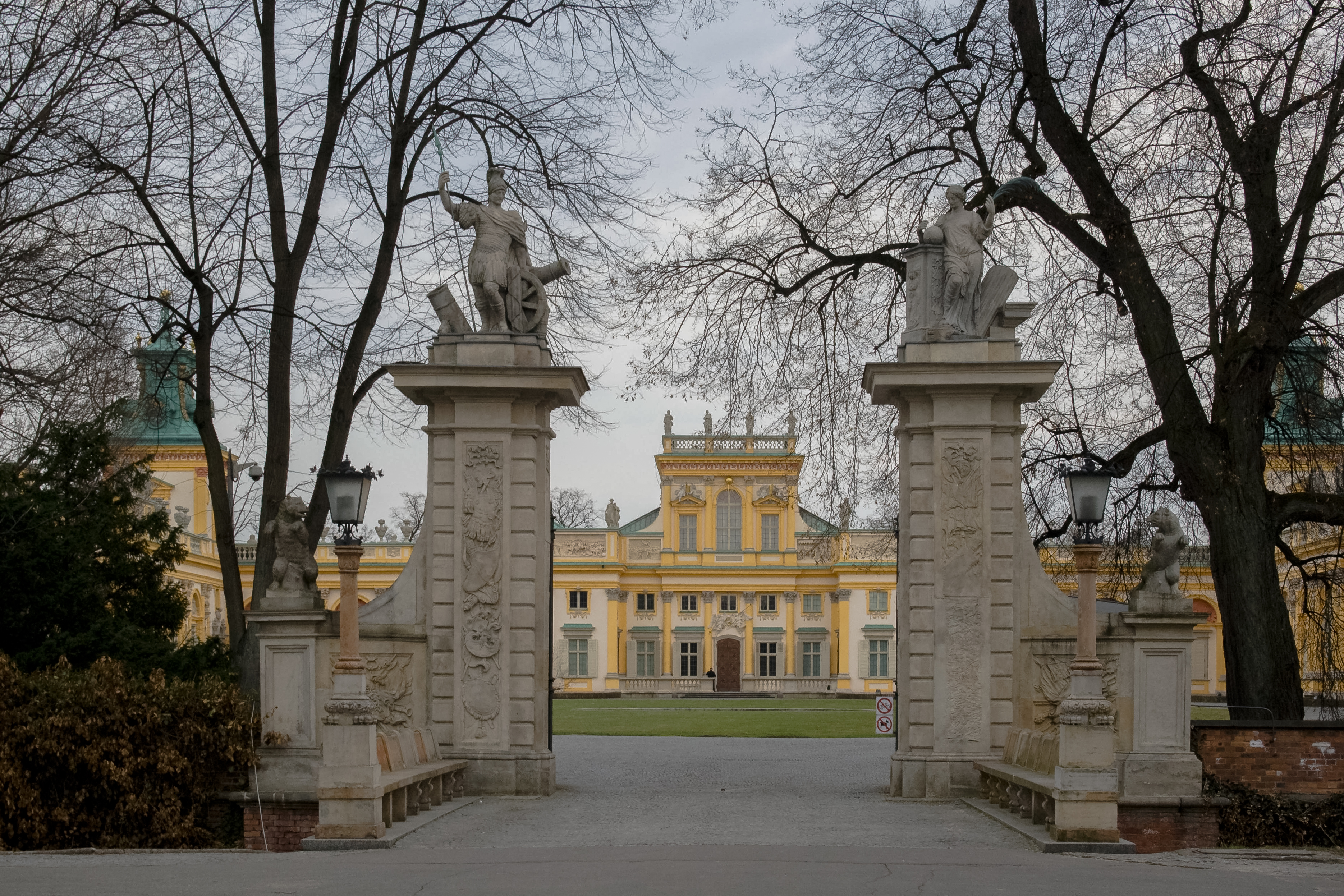
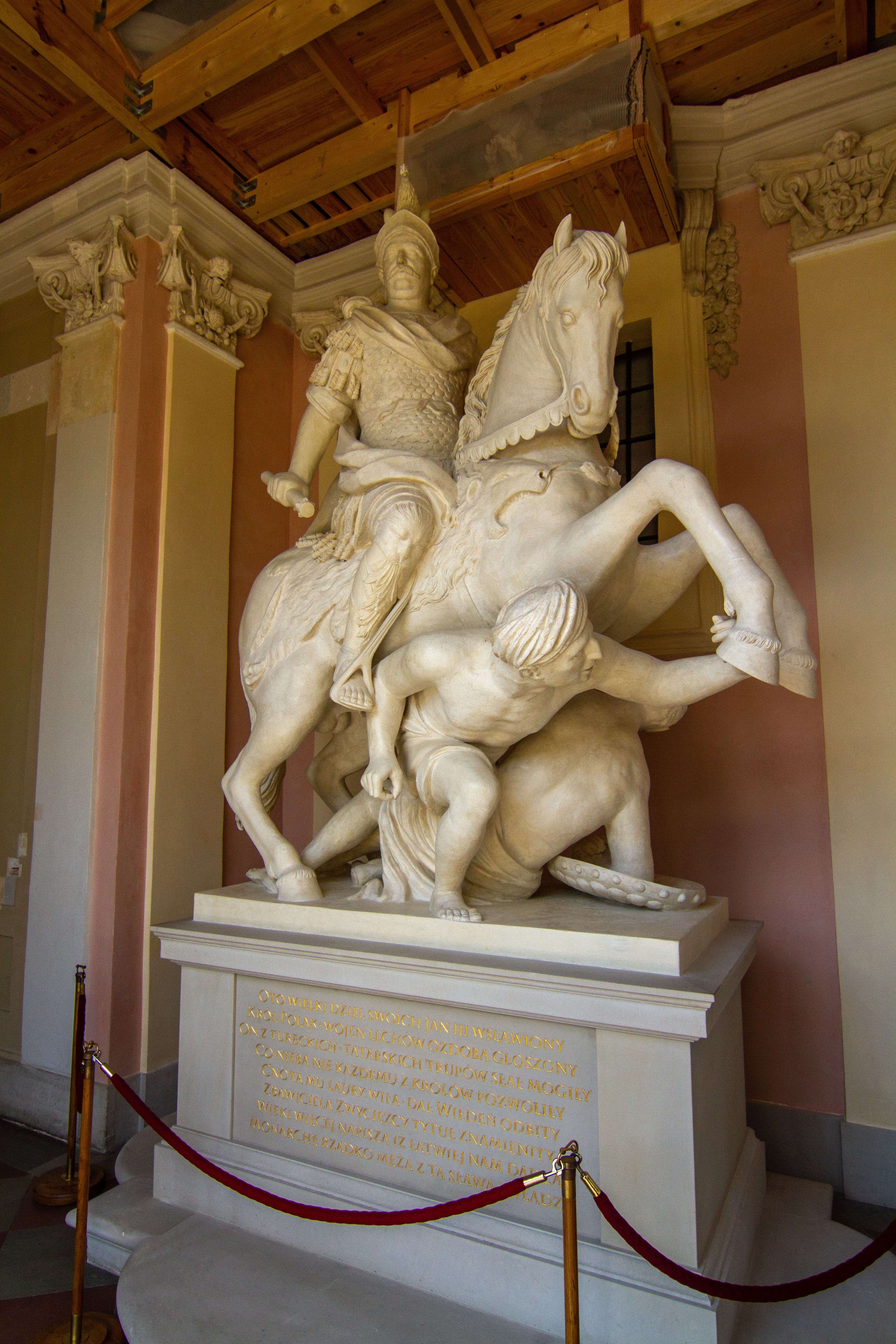
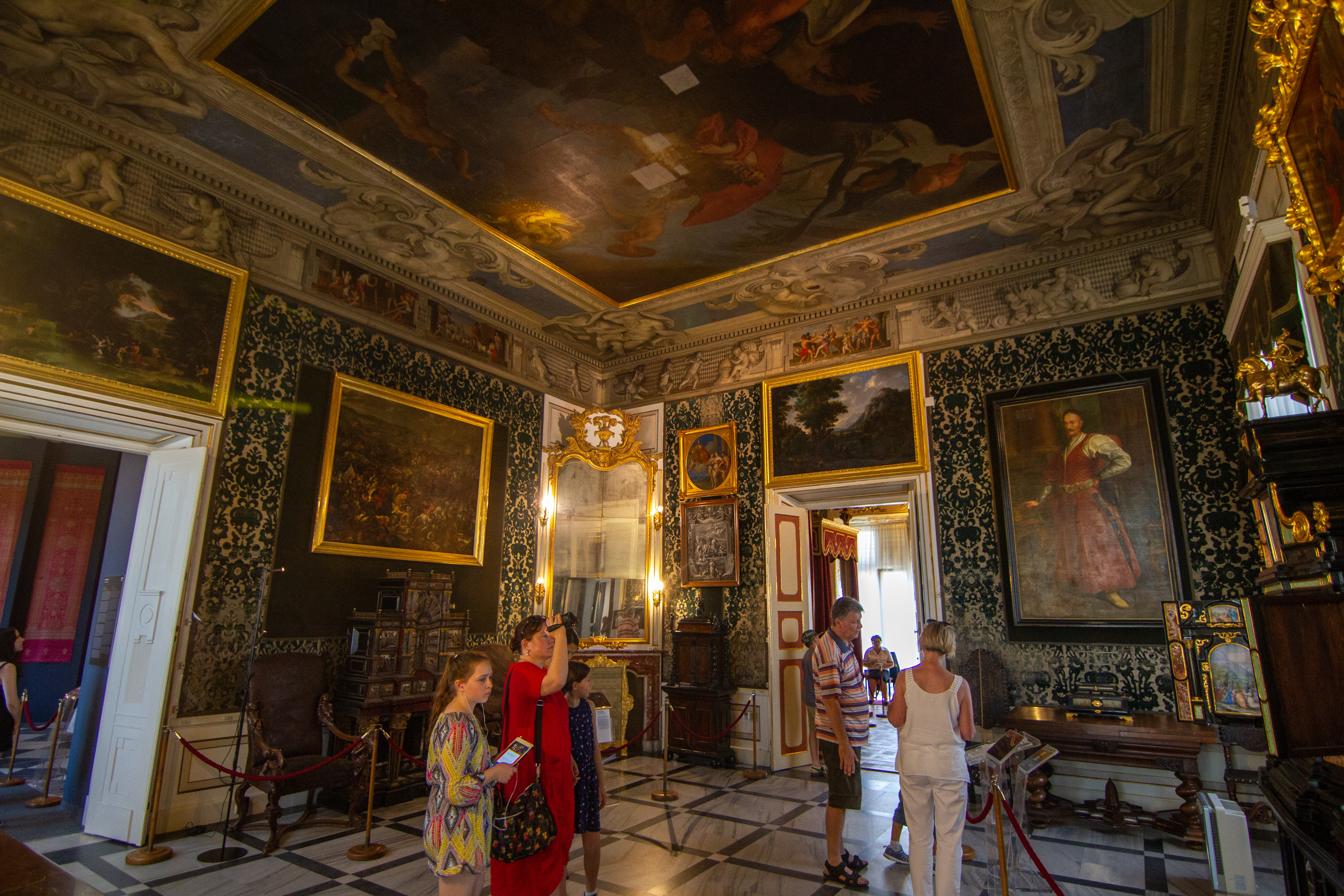
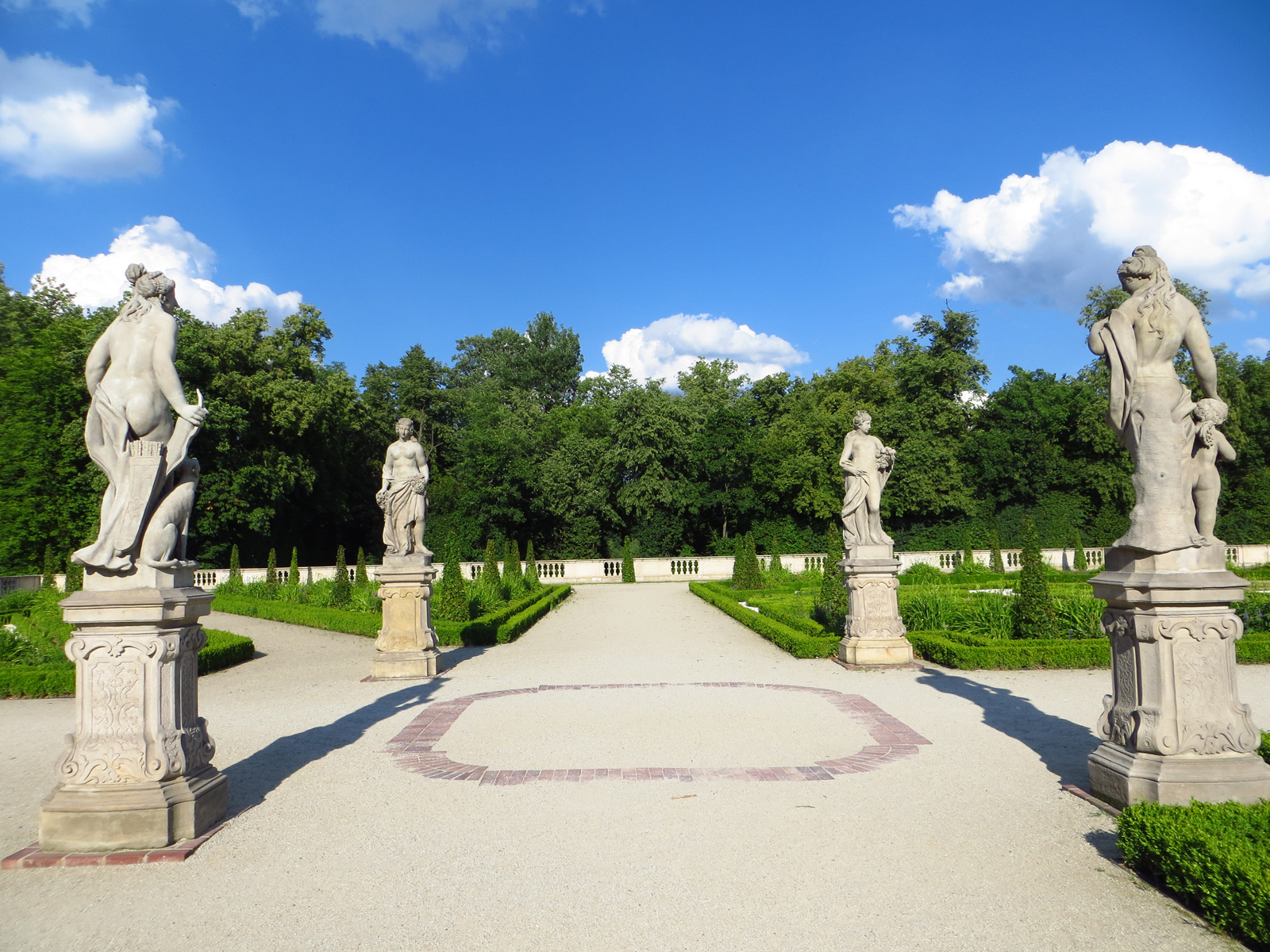
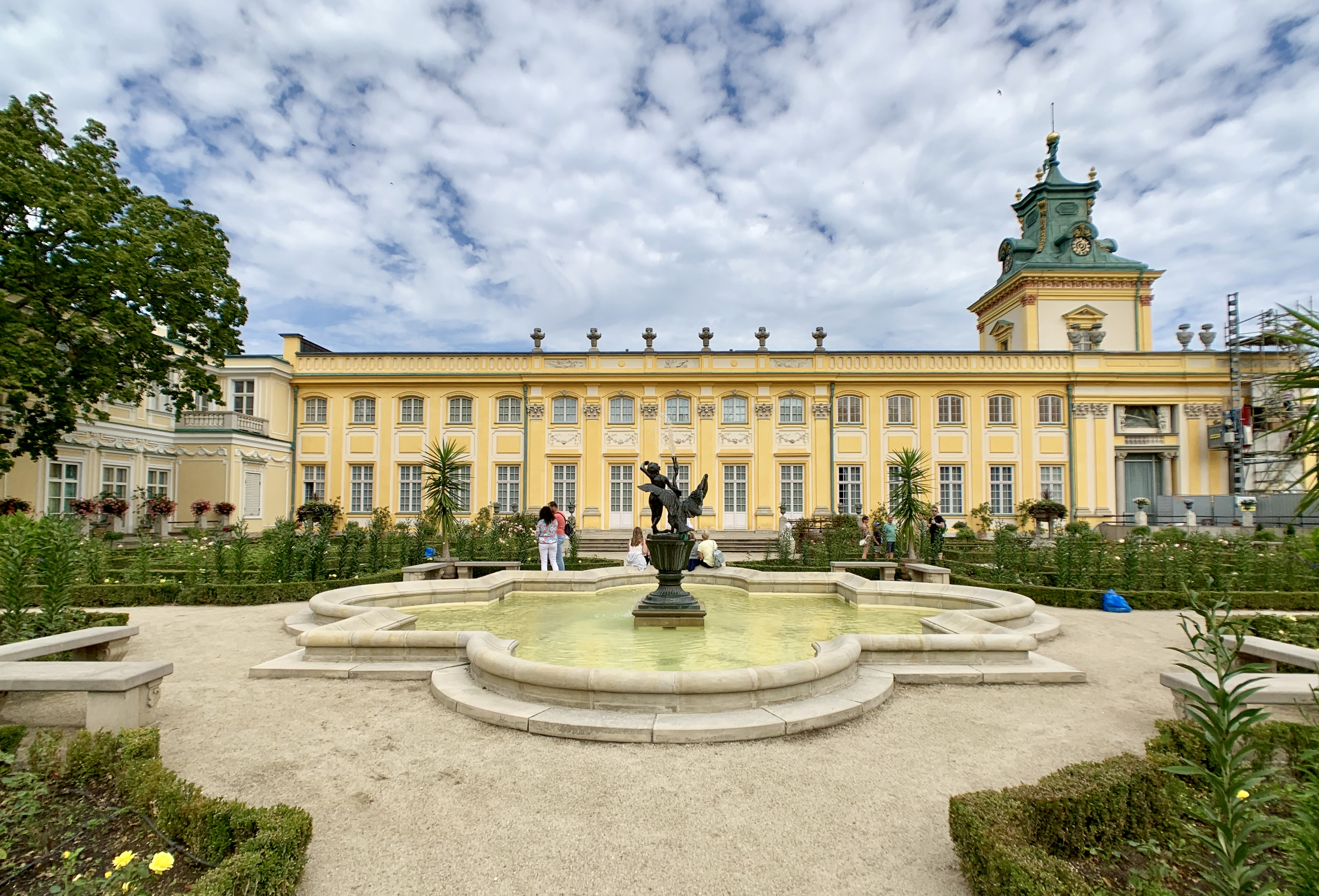
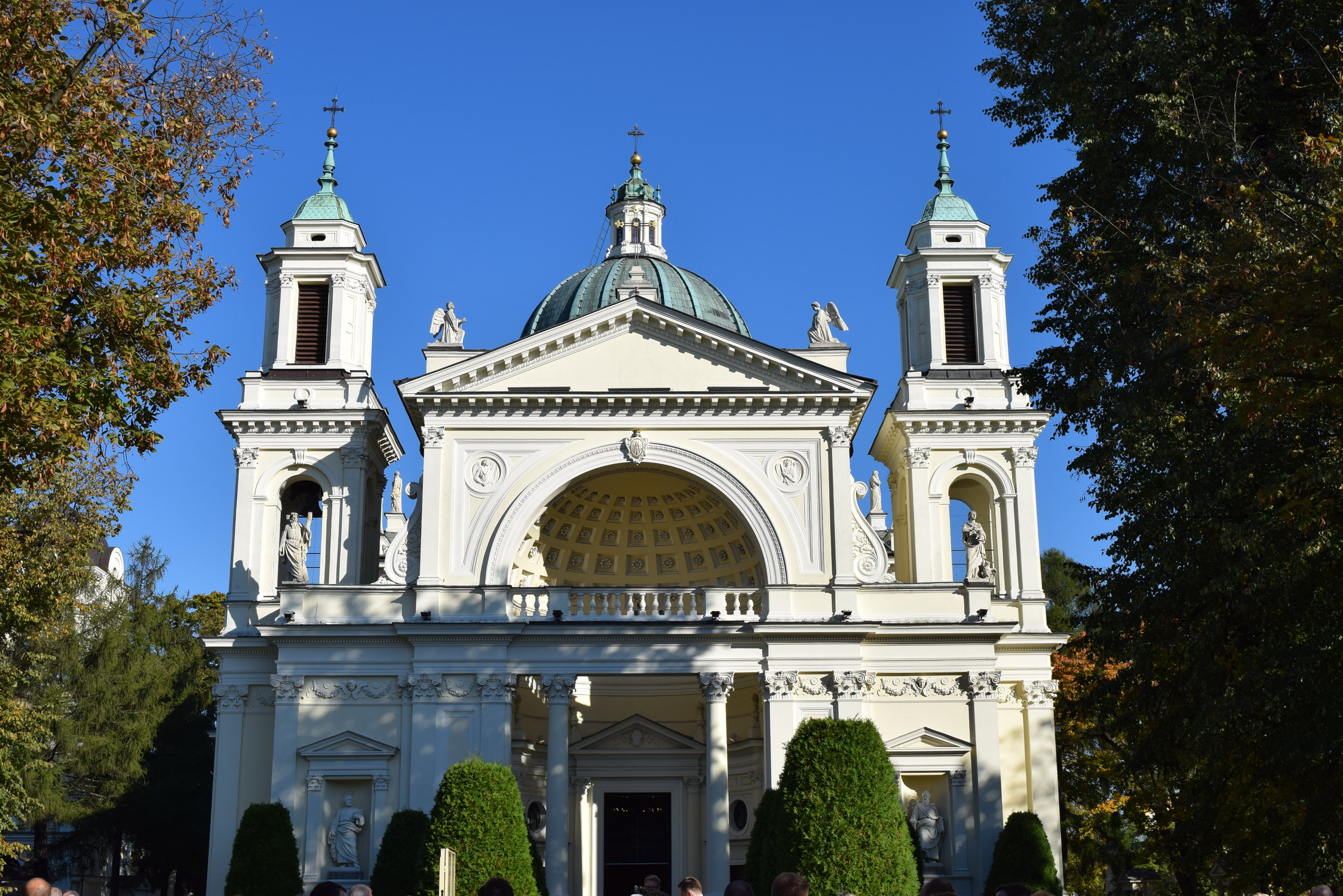
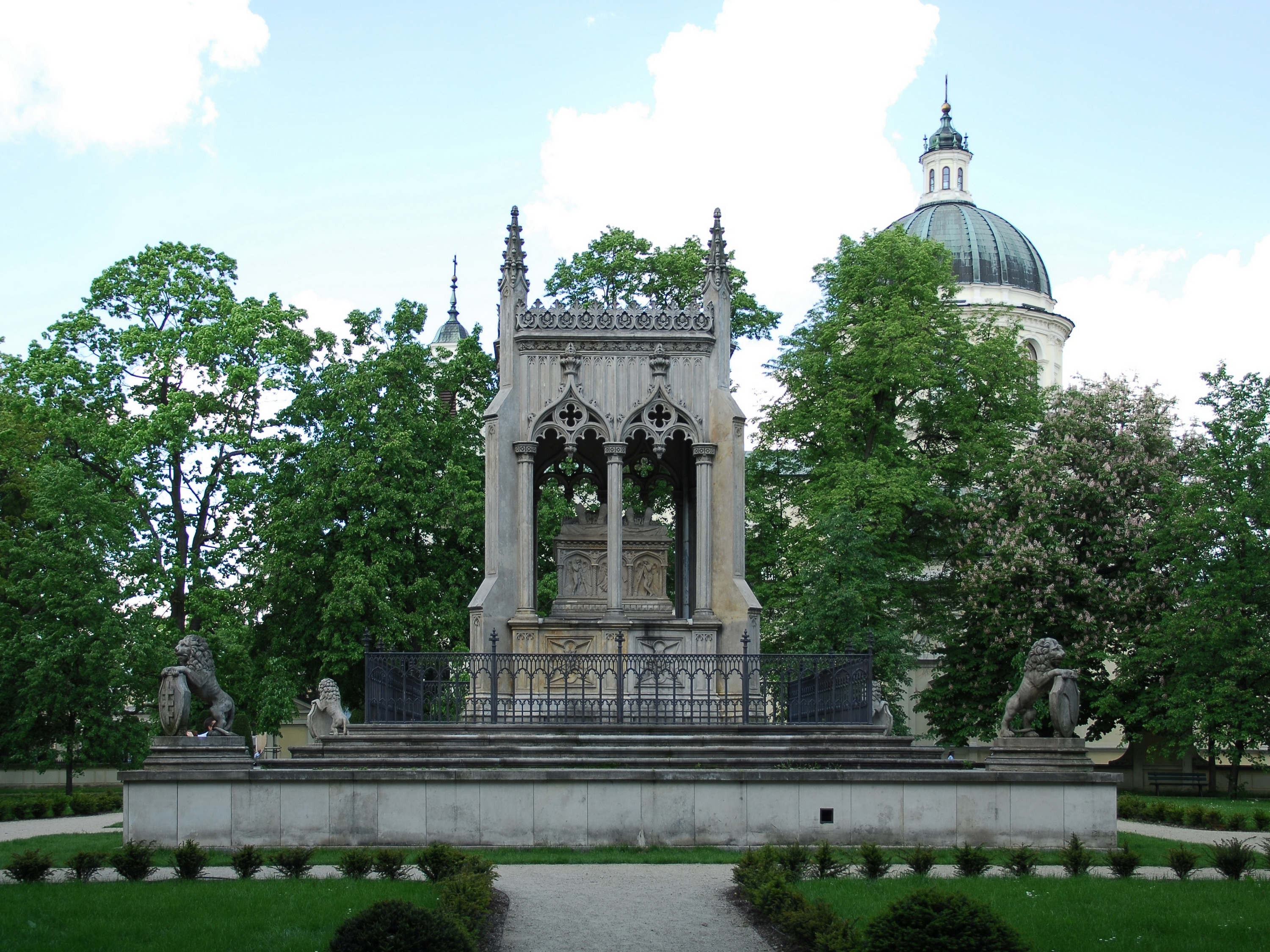

## 外部連結
维基共享资源上的相關多媒體資源：維拉諾宮
- Wilanów Palace Museum[永久]